# Jack Bristow
Jonathan "Jack" Donahue Bristow, jucat de Victor Garber, este tatăl lui Sydney Bristow în serialul Alias.

## Biografie
Jack Bristow, un agent CIA și agent dublu pentru 
SD-6, este de multe ori distant din punct de vedere emoțional și poate fi unul dintre cele mai reci și brutale personajele ale serialului. Totuși Jack a demonstrat de multe ori devotamentul pentru siguranța fiicei sale, Sydney. El este foarte protector cu ea și în stare să facă orice - să tortureze, să omoare și chiar 
să-și trădeze țara - pentru a se asigura că ea este în siguranță. Relația sa cu Sydney a fost întotdeauna problematică, deși s-a mai încălzit de-a lungul serialului.
Înaintea evenimentelor din serial, Irina Derevko, o spioană pentru KGB, s-a căsătorit Jack pentru a se fura informații de la CIA, în special despre Project Christmas, pe care Jack îl dezvolta pentru Agenție. Ea și-a luat numele de Laura Bristow și lucra sub acoperire ca o profesoară de engleză. Când adevărata identitate de dublu agent a Irinei a fost dscoperită, aceasta și-a înscenat moartea. Jack, fiind suspectat ca complicele Irinei, a fost arestat și ținut în închisoare. El i-a numit pe Arvin și Emily Sloane ca protectorii temporari ai lui Sydney. Când situația s-a lămurit și Jack a iesit din închisoare, acesta a început să bea și să fie tot mai absent ca tată, lăsând-o pe Sydney să fie crescută de doici. Aproximativ 10 ani mai târziu, Jack a fost recrutat la SD-6 de Sloane când Alianța celor Doisprezece s-a format, fiind unul dintre puținii agenți care știau adevărul din spatele prefăcătoriei. La SD-6 Jack era de asemenea Director de Operațiuni.
Când Sydney era la facultate, Arvin Sloane a recrutat-o la SD-6 fără știrea lui Jack. Jack a reacționat negativ când Sydney i-a spus că lucrează la Credit Dauphine, compania de fațadă a SD-6. Dar reacția lui Jack a făcut-o pe Sydney și mai determinată să lucreze pentru "CIA". Jack i-a dezvăluit, mai târziu, lui Sydney că el i-a recunoscut potențialul, dar a vrut să o țină departe de acest mod de viață și de alegerile pe care trebuie să le facă odată devenită agent. 
Mulți ani mai târziu când Sydney devine și ea un agent dublu pentru adevăratul CIA, ea află că tatăl ei era demult în aeeași poziție și că trebuie să învețe să lucreze împreună pentru a distruge SD-6. Jack de multe ori s-a folosit de poziția sa de seful de operațiuni al lui Sloane pentru a structura misiunile spre folosul CIA. Când  Irina Derevko își face apriția în Sezonul 2, Jack trebuie să facă față și sentimentelor nedeterminate față de ea, în timp ce continuă să-și facă lucrul la SD-6 și CIA. Odată cu distrugerea SD-6, Jack își dă seama că este capabil să se apropie de fiica sa. 
Sydney află în sezonul doi că Jack a supus-o unui proiect numit Proiectul Crăciun, prin care erau antrenați potențialii spioni. Sydney a crezut că acest lucru i-a luat puterea de a-și hotărî propriile decizii, dar în sezonul 3 Sydney descoperă că de fapt acest proiect a făcut-o să devină imună spălării creierului de către Legământ. În timpul celor doi ani de dispariție a lui Sydney, Jack a fost din nou arestat și ținut în închisoare pentru un an pentru că a lucrat cu surse neoficiale (printre care și Irina) ca să afle adevărul din spatele aparentei morți a fiicei sale. În timpul sezonului trei, Jack se comportă cu Sydney ca un adevărat tată, care își susține fiica în momentele de depresie.
La începutul sezonului 4, Sydney descoperă faptul că Jack a omorât-o pe Irina. Deși a făcut acest lucru deoarece Irina a angajat un asasin pentru a o ucide pe Sydney, acțiunea sa generează o nouă ruptură între Jack și fiica sa, o ruptură care se agravează atunci când cei doi sunt recrutați de către Sloane într-o nouă ramură secretă a CIA, Authorized Personnel Only. Pe la jumătatea sezonului 4, această ruptură începe să se vindece. 
Jack Bristow este iradiat în timpul unei misiuni din episodul "Nightingale", atunci când a intrat într-o cameră plină cu radiații, cu scopul de a-i salva viața lui Sydney. Inițial, el își ascunde starea degradată de sănătate față de colegii de la APO, cu excepția lui Marshall (deși acesta, mai târziu, a informat-o și pe Sydney). Bristow este consultat de un doctor, care îi spune că se află într-o stare terminală a bolii. Pentru că nu putea accepta acest lucru, Jack începe un tratament dureros care presupune transferuri de sânge, pentru a întârzia inevitabilul. Se pare că Jack suferea și de o pierdere a memoriei, fapt cauzat de medicamentele luate; el este foarte mirat când descoperă un implant în mâna sa, despre care doctorul i-a spus că avea rolul de a regla efectele medicamentelor împotriva radiațiilor. 
Doctorul lui Jack și, de fapt, întregul tratament s-au dovedit a fi doar halucinații; mintea lui Jack, fiind afectată de radiații, l-a determinat să se injecteze cu otravă. Următoarele investigații, făcute la APO, dezvăluie faptul că acel doctor aflat în halucinațiile lui Jack chiar există și în realitate. El era un om de știință, care a dezvoltat un tratament experimental împotriva radiațiilor. La începutul anilor 1980, Jack l-a ajutat pe acel doctor să fugă în Scandinavia. Sydney joacă rolul Irinei pentru a afla de la Jack unde este ascuns doctorul; acesta este găsit și începe să îi trateze boala lui Jack. În timp ce Sydney se dădea drept Irina, ea descoperă că tatăl ei plănuise să părăsească CIA-ul, cu scopul de a fi un părinte mai bun, și ar fi făcut acest lucru dacă Irina nu ar fi plecat, dezvăluind că este un agent KGB. Această mărturisire i-a dovedit lui Sydney cât de importantă este ea în viața tatălui ei. 
Jack descoperă, aproape la sfârșitul sezonului 4, că, de fapt, nu a omorât-o pe Irina, ci pe o dublură a acesteia. După acestă descoperire, s-a reîmpăcat cu Irina, care l-a criticat pentru faptul de a trage concluzii pripite referitoare la ea, dar, totuși, l-a iertat, spunându-i că a înțeles că a procedat astfel petru a o proteja pe Sydney. După ajutorul Irinei de a o opri pe Elena, Jack se hotărăște să o lase pe Irina să plece, decât să o aducă înapoi în Statele Unite, unde să fie inchisă pe viață. Cei doi soți și-au luat rămas bun și s-au despărțit printr-un sărut.
În sezonul 5, Sydney este însărcinată cu primul ei copil. În absența lui Michael Vaughn, Jack o însoțește pe Sydney la doctor și o ajută să asambleze pătuțul pentru viitorul bebeluș. Totuși, este distras de prezența lui Arvin Sloane la APO, prezență pe care el (ca director al APO) a autorizat-o; comportamentul lui Sloane este aparent loial organizației, dar deși Sloane și-a mărturisit unele minciuni, Jack continuă să-l supravegheze. 
Jack devine bunic când Irina o ajută pe Sydney să-și nască fiica, Isabelle.
În ultimul episod, Jack, Vaughn și Sydney organizează un atac asupra mormântului lui Rambaldi din Mongolia, unde Sloane activa "The Horizon". Jack și Vaughn sunt capturați de Sark, iar când Sydney refuză să cedeze "The Horizon", Sloane îl împușcă pe Jack. Ca răzbunare, Sydney îl împușcă pe Sloane, aparent omorându-l. 
Rănit grav, Jack este dus afară și insistă ca Sydney să îl lase pe el acolo și să plece la Hong Kong pentru a o opri pe Irina -până la urmă Sydney îl ascultă. Mai târziu, se întoarce în mormânt cu o curea cu explozibil, unde Sloane devenise nemuritor. Spunându-i "Ai învins moartea, Arvin. Dar nu ai putut să mă învingi pe mine", Jack detonează explozibilul, omorându-se și blocându-l pe Sloane în mormânt pentru totdeauna. 
Ultimul episod se termină cu o secvență din viitor, în care Sydney și Vaughn, câțiva ani mai târziu, și-au numit al doilea copil Jack, în onoarea lui. 

### Trivia
- Jack Bristow, la fel ca Michael Vaughn, este stângaci.
- Potrivit informațiilor de pe site-ul oficial al serialului, Jack Bristow s-a născut în Canada (ceea ce reflectă și faptul că și actorul Victor Garber este canadian). Nepoata sa, Isabelle s-a născut de asemenea în Canada (într-o misiune în Vancouver).
- Fanii în numesc în general "Spy Daddy" pe Jack, fiind unul dintre cele mai apreciate personaje din întregul serial.
- Victor Garber a fost nominalizat de trei ori pentru premiul Emmy pentru personajul lui Jack Bristow, iar fanii au votat relația dintre Sydney și Jack ca cea mai bună relație non-romantică din "Alias" în 2005.